# St. Mariä Himmelfahrt (Geilenkirchen)

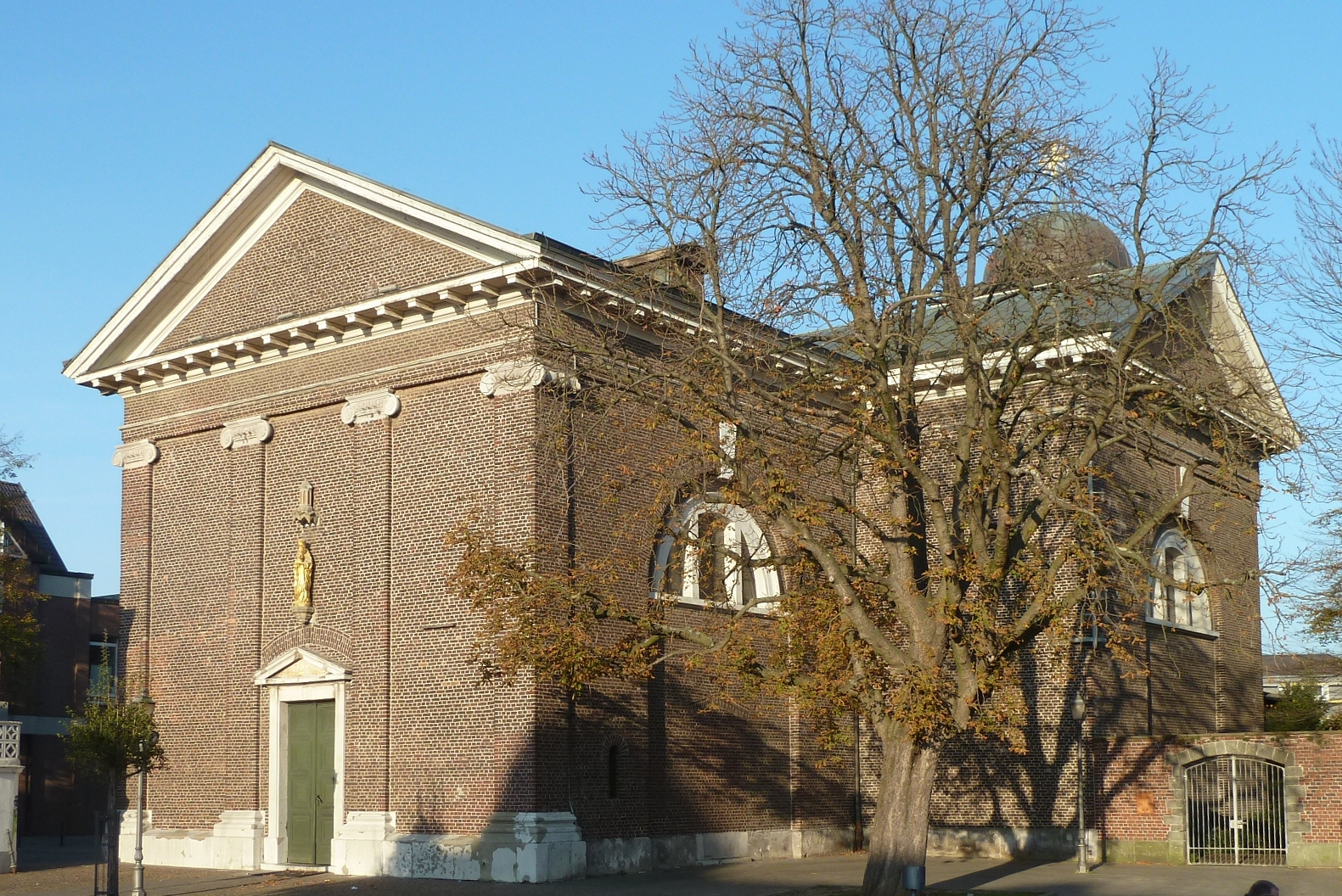
Kirche Maria Himmelfahrt in Geilenkirchen

Die römisch-katholische Pfarrkirche St. Mariä Himmelfahrt hat ihren Standort in der Stadt Geilenkirchen in Nordrhein-Westfalen. Sie steht als Baudenkmal unter Denkmalschutz. Die Kirche St. Mariä Himmelfahrt der gleichnamigen Pfarrei gehört zur Gemeinschaft der Gemeinden St. Bonifatius, Geilenkirchen in der Region Heinsberg des Bistums Aachen.

## Lage
Die Mariä-Himmelfahrt-Kirche steht im Stadtzentrum von Geilenkirchen zwischen der Stadtverwaltung und der ehemaligen Burg, dem heutigen Bischöflichen Gymnasium St. Ursula. Südöstlich der Kirche befindet sich der Ehrenfriedhof.

## Geschichte

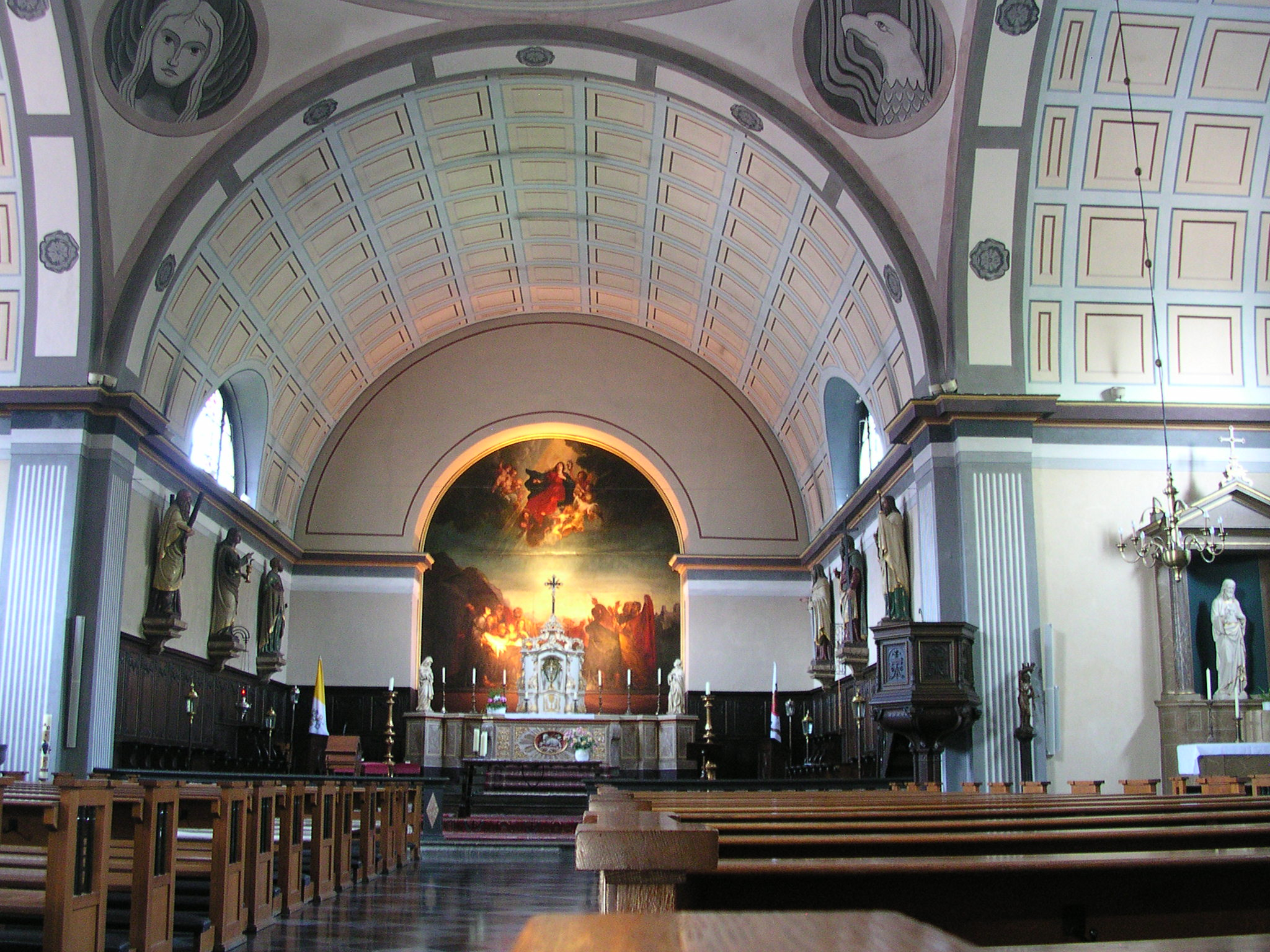
Altaransicht vor der Renovierung

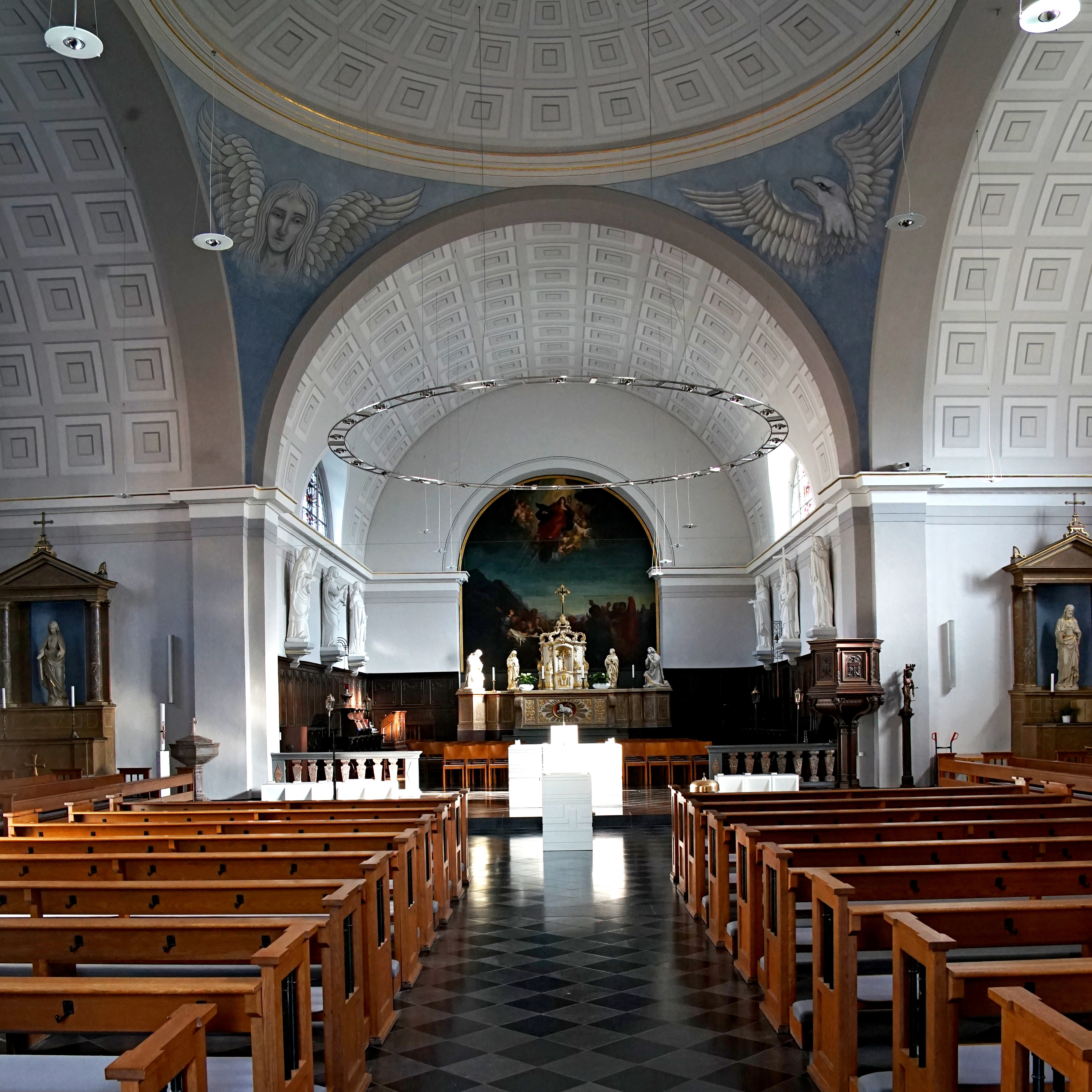
Innenraum 2023

Die erste Kirche findet Erwähnung bei der Weihe eines Altars im Jahre 1247. Ihr schlechter Zustand führte zum Abbruch im Jahr 1487. Eine neue Kirche wurde errichtet, die im Lauf der Jahre einige bauliche Veränderungen erlebte. Auch diese Kirche wurde abgetragen und neu errichtet. So erfolgte am 26. August 1822 durch Kapitularvikar Martin Wilhelm Fonck die Grundsteinlegung. Die Pläne stammten von Johann Peter Cremer, die Bauausführung leitete Johann Baptist Cremer. 1825 wurde der erste Gottesdienst gefeiert. Am 15. Juni 1851 wurde die Kirche geweiht. Die Kriegsschäden des Zweiten Weltkriegs waren bis 1953 behoben. Reparaturen, grundlegende Renovierungen und Ausmalung wurden 1979/80 nach den Plänen von Jean Keller aus Mariaweiler vorgenommen.
Im März 2014 wurde durch eine Brandstiftung im Beichtstuhl
der Innenraum der Kirche so stark beschädigt, dass die Kirche für 20 Monate geschlossen werden musste. Am 29. November 2015 wurde die restaurierte Kirche wieder eröffnet.

## Architektur
Bei der Kirche handelt es sich um eine Backsteinkirche in klassizistischer Form. Das Langhaus kreuzt mittig ein kürzeres Querhaus. Die Fronten der Kreuzarme haben flache Giebelabschlüsse. Vor dem östlichen Arm steht ein dreigeschossiger Turm mit Kuppelhaube. Im Inneren sind Tonnengewölbe, über der Vierung ist eine flache Pendentifkuppel. Links von der Eingangshalle im Westen befindet sich die Taufkapelle, rechts steht die Marienkapelle.

## Ausstattung
- Hochaltar aus Holz, Altargemälde aus dem 18. Jahrhundert, mehrere Heiligenfiguren aus Holz, Silberleuchter von 1852, Weihwasserbecken.
- Die Buntverglasung gestaltete zum größten Teil die Glasmalerin Maria Katzgrau in den Jahren 1967–1947, Ausführung und die Gestaltung des Fensters in der Taufkapelle (1947) lagen bei der Firma Glasmalerei Dr. H. Oidtmann[4]

## Orgeln
Die Orgel mit 29 Registern und mechanischer Traktur aus dem Jahr 1984 wurde von Heinz Wilbrand aus Übach-Palenberg gebaut. Sie hat folgende Disposition:
| Hauptwerk C–g3 |       |
| Holzgedeckt    | 16′   |
| Prinzipal      | 8′    |
| Gedeckt        | 8′    |
| Oktave         | 4′    |
| Rohrflöte      | 4′    |
| Quinte         | 2 ⁄3′ |
| Superoktave    | 2′    |
| Mixtur 4f.     | 1 ⁄3′ |
| Zimbel 3f.     | 1⁄3′  |
| Cornett 4f.    | 4′    |
| Trompete       | 8′    |

| Schwellwerk C–g3 |     |
| Bleiprinzipal    | 8′  |
| Gamba            | 8′  |
| Unda maris       | 8′  |
| Prinzipal        | 4′  |
| Copula           | 4′  |
| Oktave           | 4′  |
| Traversflöte     | 2′  |
| Mixtur 4-5f.     | 2′  |
| Sesquialter 2f.  |     |
| Basson           | 16′ |
| Oboe             | 8′  |

| Pedal C–f1 |       |
| Subbaß     | 16′   |
| Prinzipal  | 8′    |
| Gedeckt    | 8′    |
| Choralbass | 4'    |
| Hintersatz | 2 ⁄3′ |
| Bombarde   | 16'   |
| Posaune    | 8′    |

- Koppeln: III/P, II/P

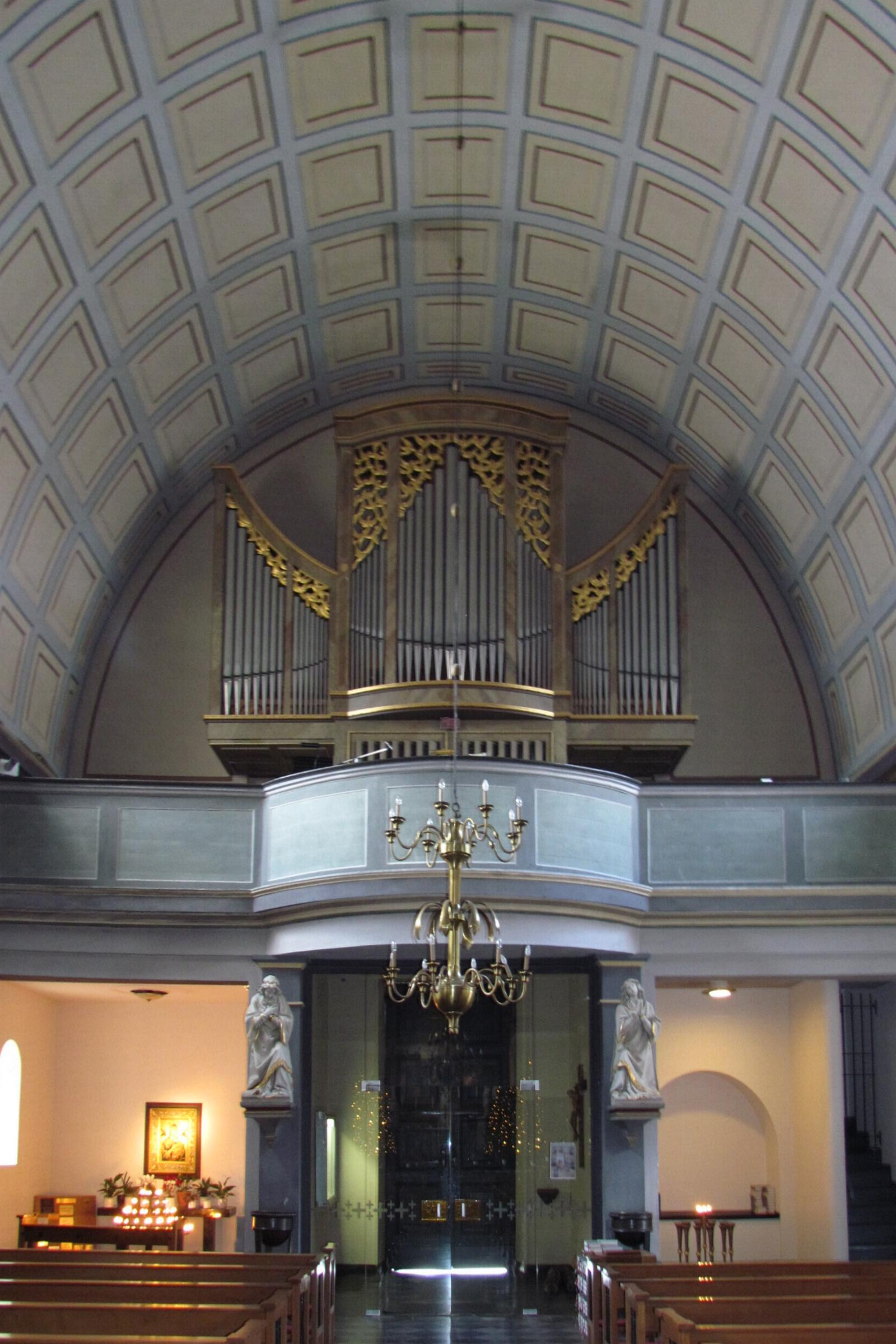
Orgel auf der Empore

- Spielhilfen: Schweller, Tremulant in III, Koppelmanual in I

Die Kirche verfügt ferner über ein Truhenorgel, hergestellt von der Firma Klop Orgel- en Klavecimbelbouw ansässig in Garderen, Niederlande, mit folgender Disposition:
| Manual    |                      |
| Prinzipal | 8′ (nur Diskant)     |
| Gedackt   | 8′                   |
| Oktave    | 4′                   |
| Gedackt   | 4′                   |
| Nazard    | 2 ⁄3′′               |
| Gedackt   | 2′                   |
| Terz      | 1 3⁄5′ (nur Diskant) |

## Glocken
Im Kirchturm befinden sich fünf Glocken aus den Jahren 1594, 1682 und 1962.
| Glocke | Name  | Durchmesser | Masse ≈ | Schlagton (HT-1⁄16) | Gießer                                    | Gussjahr |
| ------ | ----- | ----------- | ------- | ------------------- | ----------------------------------------- | -------- |
| 1      | Maria | 1313 mm     | 1450 kg | es′ +1              | Eifeler Glockengießerei Mark, Brockscheid | 1962     |
| 2      | –     | 1110 mm     | 950 kg  | g′ −1               | Johannes Bourlet, Jülich                  | 1682     |
| 3      | –     | 992 mm      | 620 kg  | as′ +3              | Johannes Bourlet, Jülich                  | 1682     |
| 4      | –     | 906 mm      | 500 kg  | b′ −3               | Johannes Bourlet, Jülich                  | 1682     |
| 5      | –     | 533 mm      | 110 kg  | g″ +4               | Jan van Trier, Aachen                     | 1594     |